# Trent Thorpe
Trent Thorpe (1996) es un deportista neozelandés que compite en triatlón. Ganó dos medallas en el Campeonato de Oceanía de Triatlón, bronce en 2019 y oro en 2023.

## Palmarés internacional
| Campeonato de Oceanía | Campeonato de Oceanía   | Campeonato de Oceanía | Campeonato de Oceanía |
| Año                   | Lugar                   | Medalla               | Prueba                |
| --------------------- | ----------------------- | --------------------- | --------------------- |
| 2019                  | Moreton Bay (Australia) | Medalla de bronce     | Individual            |
| 2023                  | Taupo (Nueva Zelanda)   | Medalla de oro        | Individual            |